# Volta Ciclista a Catalunya
|  | Aquest article tracta sobre la Volta Ciclista a Catalunya masculina. Si cerqueu la Volta a Catalunya femenina o les antigues Voltes a Catalunya d'automobilisme i de motociclisme, vegeu «Volta a Catalunya (desambiguació)». |

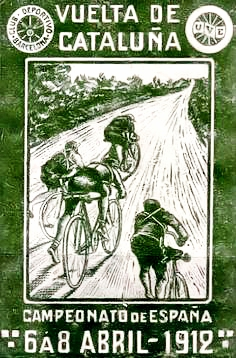
Cartell de la II Volta Ciclista a Catalunya, 1912.

La Volta Ciclista a Catalunya és la principal cursa ciclista per etapes que es disputa a Catalunya. Iniciada el 1911, és una de les curses més antigues que es disputa a la península Ibèrica. De fet, només la Volta a Tarragona, que es començà a disputar el 1908, la supera. És també una de les més antigues del món, molt a prop temporalment del Tour de França (1903) i el Giro d'Itàlia (1909). Actualment forma part de l'UCI WorldTour, la màxima categoria de curses ciclistes mundial.
El guanyador de la classificació general per temps rep un mallot blanc amb ratlles verdes. El de la classificació per punts (esprints) llueix un mallot blanc mentre que el de la classificació de la muntanya, un de vermell. El català més ben classificat en finalitzar la prova rep un mallot semblant al de la selecció catalana.
Des del 2007 l'organitzador de la prova és la Volta Ciclista a Catalunya Associació Esportiva, sent-ne el president Rubèn Peris i Latorre. El 2018 es va organitzar la primera edició de la reVolta, la competició femenina, que no es va poder tornar a celebrar fins al 2021. L'any 2024, aquesta prova es transformà en la Volta femenina, passà a tenir tres etapes i fou catalogada de categoria internacional UCI 2.1.

## Història

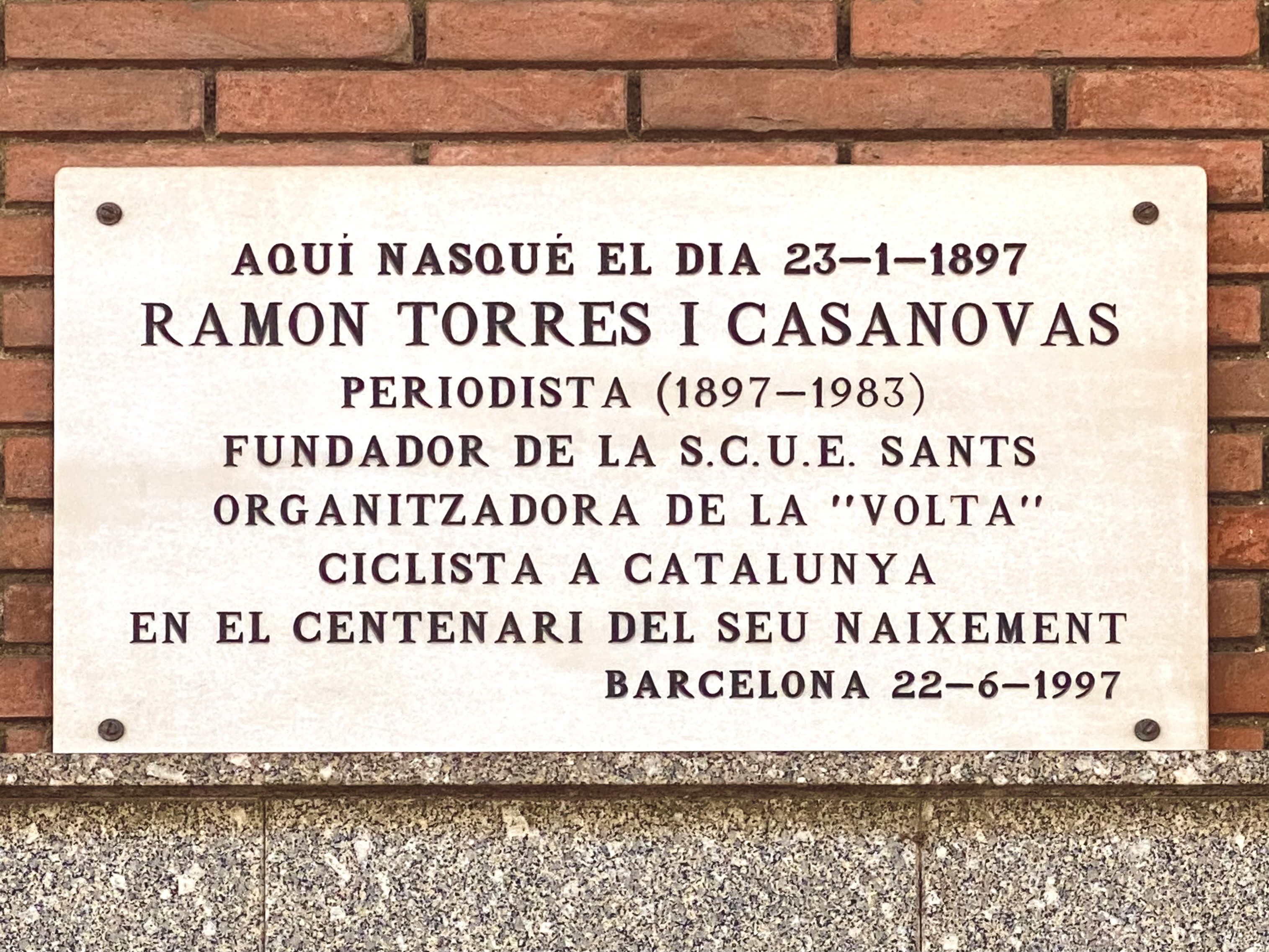
Placa commemorativa a Ramon Torres i Casanovas, president de la Unió Excursionista de Catalunya de Sants pel que fa al seu paper en l'organització de la Volta Ciclista a Catalunya.

Gràcies a l'impuls d'homes com Narcís Masferrer (director d'El Mundo Deportivo i president de la Unión Velocipédica Española), Miquel Arteman (redactor de ciclisme del mateix diari), Francesc Maria Peris i Ramon Torres i Casanovas (de la Unió Excursionista de Catalunya de Sants), el 1911 es posà en marxa aquesta cursa. Les primeres edicions foren organitzades pel Club Deportivo de Barcelona, i el 1923, amb Ramon Torres, president de la secció ciclista de la Unió Esportiva Sants, al capdavant, la Volta rep l'impuls definitiu que l'ha portat, sota l'organització del club de Sants, al màxim nivell del món ciclista internacional. En la memòria de totes les edicions cal destacar un nom per damunt de tots, Marià Cañardo, amb 7 victòries, líder indiscutible del palmarès. Pel que fa al rècord de victòries d'etapa, l'acredita Miquel Poblet, amb un total de 33.

El tradicional maillot blanc amb les tres franges verdes de líder de la Volta, té l'origen en l'equipació de la Unió Esportiva Sants.

El prestigi de la Volta es veu reflectit en el seu palmarès de guanyadors. A Sebastià Masdeu, vencedor de la primera edició, l'han succeït referents històrics del ciclisme català i internacional. Muç Miquel va erigir-se en el primer corredor en guanyar dues edicions consecutives (1924 i 1925), poc abans de l'eclosió de Mariano Cañardo. La progressió de la Volta es va veure interrompuda per la Guerra Civil Espanyola, que va impedir que es disputessin les edicions de 1937 i 1938. La cursa es va reprendre l'any 1939, celebrant-se anualment de manera ininterrompuda fins que el 2020 l'edició 100 de la prova es va haver d'ajornada al 2021 amb motiu de la crisi de la COVID-19.
La llista de guanyadors il·lustres de la Volta ha anat incrementant-se al llarg de les dècades. Miquel Poblet, vencedor de les edicions de 1952 i 1960, va ser un dels grans protagonistes durant la dècada dels cinquanta, mentre que en els seixanta altres victòries com les de Jacques Anquetil (1967) o Eddy Merckx (1968) van reflectir el prestigi i l'interès per la cursa. Miguel Indurain  i Alejandro Valverde, tots dos amb tres victòries absolutes, també es troben entre els ciclistes més llorejats de la història de la Volta. Per part catalana, Joaquim Rodríguez, ha estat el ciclista més destacat en les darreres edicions gràcies als seus triomfs del 2010 i 2014.
De 1941 i fins a 1994 la prova es va celebrar al setembre, però l'any 1995, coincidint amb la 75a edició, va canviar de dates passant a disputar-se al juny per la recomposició del calendari de la UCI. L'any 2010 va tornar a traslladar-se de dates passant a disputar-se al març.
El 2011, amb motiu del centenari d'aquesta prova, es publicà el llibre Volta a Catalunya 1911-2011: un segle d'esport i país, a càrrec de Rafael Vallbona i Sallent i editat per Cossetània Edicions. L'obra, que eminentment és un recull d'imatges de la prova durant aquest període, realitza un recorregut tant esportiu com cultural mitjançat el ciclisme a la Catalunya d'aquests cent anys.

## Palmarès
| Any                                                           | Vencedor                        | Segon                               | Tercer                           |         |
| ------------------------------------------------------------- | ------------------------------- | ----------------------------------- | -------------------------------- | ------- |
| 1911                                                          | Sebastià Masdeu i Menasanch     | Josep Magdalena Lapuente            | Vicente Blanco Echevarría        |         |
| 1912                                                          | Josep Magdalena Lapuente        | Joan Martí i Viñolas                | Antoni Crespo                    |         |
| 1913                                                          | Joan Martí i Viñolas            | Antoni Crespo                       | Guillermo Antón                  |         |
| 1914-1919 No disputada per culpa de la Primera guerra mundial |                                 |                                     |                                  |         |
| 1920                                                          | José Pelletier                  | José Nat                            | Jaume Janer                      |         |
| 1921-1922 No disputada                                        |                                 |                                     |                                  |         |
| 1923                                                          | Maurice Ville                   | José Pelletier                      | José Nat                         |         |
| 1924                                                          | Muç Miquel                      | Teodor Monteys                      | Victorino Otero                  |         |
| 1925                                                          | Muç Miquel                      | Jaume Janer                         | Teodor Monteys                   |         |
| 1926                                                          | Victor Fontan                   | Muç Miquel                          | Marià Cañardo i Lacasta          |         |
| 1927                                                          | Victor Fontan                   | Marià Cañardo i Lacasta             | Georges Cuvelier                 |         |
| 1928                                                          | Marià Cañardo i Lacasta         | Muç Miquel                          | Juli Borràs                      |         |
| 1929                                                          | Marià Cañardo i Lacasta         | Jean Aerts                          | Arturo Bresciani                 |         |
| 1930                                                          | Marià Cañardo i Lacasta         | Marcel Maurel                       | Ricardo Montero Hernández        |         |
| 1931                                                          | Salvador Cardona i Balbastre    | Marià Cañardo i Lacasta             | Aleardo Simoni                   |         |
| 1932                                                          | Marià Cañardo i Lacasta         | Domenico Piemontesi                 | Isidre Figueras                  |         |
| 1933                                                          | Alfredo Bovet                   | Ambrogio Morelli                    | Antoine Dignef                   |         |
| 1934                                                          | Bernardo Rogora                 | Alfons Deloor                       | Antonio Sella                    |         |
| 1935                                                          | Marià Cañardo i Lacasta         | Federico Ezquerra Alonso            | Joseph Huts                      |         |
| 1936                                                          | Marià Cañardo i Lacasta         | Frans Bonduel                       | Joan Gimeno                      |         |
| 1937-1938 No disputada per culpa de la Guerra civil espanyola |                                 |                                     |                                  |         |
| 1939                                                          | Marià Cañardo i Lacasta         | Diego Cháfer                        | Fermín Trueba Pérez              |         |
| 1940                                                          | Christophe Didier               | Mathias Clemens                     | Marià Cañardo i Lacasta          |         |
| 1941                                                          | Francisco Antonio Andrés        | Andreu Canals Perelló               | Josep Campamà Roca               |         |
| 1942                                                          | Federico Ezquerra Alonso        | Julián Berrendero Martín            | Diego Cháfer                     |         |
| 1943                                                          | Julián Berrendero Martín        | Vicente Miró                        | Antonio Destrieux López          |         |
| 1944                                                          | Miquel Casas Subirà             | Dalmacio Langarica Lizasoain        | Vicente Miró                     |         |
| 1945                                                          | Bernardo Ruiz i Navarrete       | Joan Gimeno                         | Robert Zimmermann                |         |
| 1946                                                          | Julián Berrendero Martín        | Gottfried Weilenmann                | Bernat Capó Plomer               |         |
| 1947                                                          | Emilio Rodríguez Barros         | Miquel Gual Bauzà                   | Georges Aeschlimann              |         |
| 1948                                                          | Emilio Rodríguez Barros         | Giulio Bresci                       | Ezio Cecchi                      |         |
| 1949                                                          | Emile Rol                       | Miquel Poblet i Orriols             | Robert Desbats                   |         |
| 1950                                                          | Antoni Gelabert Amengual        | Josep Serra i Gil                   | Francesc Massip i Llop           |         |
| 1951                                                          | Primo Volpi                     | Francesc Massip i Llop              | Manuel Rodríguez Barros          |         |
| 1952                                                          | Miquel Poblet i Orriols         | Adolfo Grosso                       | Josep Serra i Gil                |         |
| 1953                                                          | Salvador Botella Rodrigo        | Francesc Massip i Llop              | Josep Serra i Gil                |         |
| 1954                                                          | Walter Serena                   | Albert Sant i Alentà                | Miquel Poblet i Orriols          |         |
| 1955                                                          | José Gómez del Moral            | Gabriel Company Bauzà               | Emilio Rodríguez Barros          |         |
| 1956                                                          | Anicet Utset                    | Vicenç Iturat Gil                   | Francesc Massip i Llop           |         |
| 1957                                                          | Jesús Loroño Artega             | Salvador Botella Rodrigo            | René Marigil de Mingo            |         |
| 1958                                                          | Richard Van Genechten           | Gabriel Mas Arbona                  | Anicet Utset                     |         |
| 1959                                                          | Salvador Botella Rodrigo        | Fernando Manzaneque Sánchez         | José Herrero Berrendero          |         |
| 1960                                                          | Miquel Poblet i Orriols         | José Pérez Francés                  | Emilio Cruz Díaz                 |         |
| 1961                                                          | Henri Duez                      | Jordi Nicolau i Morlà               | Juan Manuel Menéndez Gómez       |         |
| 1962                                                          | Antoni Karmany i Mestres        | Manuel Martín Piñera                | Ginés García Perán               |         |
| 1963                                                          | Joseph Novales                  | Angelino Soler i Romaguera          | Antonio Suárez Vázquez           |         |
| 1964                                                          | Joseph Carrara                  | Pasquale Fabbri                     | José María Errandonea Urtizberea |         |
| 1965                                                          | Antonio Gómez del Moral         | Carlos Echeverría Zudaire           | Roberto Poggiali                 |         |
| 1966                                                          | Arie den Hartog                 | Jacques Anquetil                    | Paul Gutty                       |         |
| 1967                                                          | Jacques Anquetil                | Antonio Gómez del Moral             | Robert Hagmann                   |         |
| 1968                                                          | Eddy Merckx                     | Felice Gimondi                      | Giancarlo Ferretti               |         |
| 1969                                                          | Mariano Díaz Díaz               | Franco Bitossi                      | Jesús Manzaneque Sánchez         |         |
| 1970                                                          | Franco Bitossi                  | Francisco Galdós Gauna              | Bernard Labourdette              |         |
| 1971                                                          | Jesús Luis Ocaña Pernía         | Bernard Labourdette                 | Domingo Perurena Telletxea       |         |
| 1972                                                          | Felice Gimondi                  | José Antonio González Linares       | Antonio Martos Aguilar           |         |
| 1973                                                          | Domingo Perurena Telletxea      | Jesús Manzaneque Sánchez            | Antonio Martos Aguilar           |         |
| 1974                                                          | Bernard Thévenet                | Andrés Oliva Sánchez                | Domingo Perurena Telletxea       |         |
| 1975                                                          | Fausto Bertoglio                | Michel Laurent                      | José Martins Freitas             |         |
| 1976                                                          | Enrique Martínez Heredia        | Ronald De Witte                     | Agustín Tamames Iglesias         |         |
| 1977                                                          | Freddy Maertens                 | Johan De Muynck                     | Joop Zoetemelk                   |         |
| 1978                                                          | Francesco Moser                 | Francisco Galdós Gauna              | Pedro Torres Cruces              |         |
| 1979                                                          | Vicent Belda i Vicedo           | Pere Vilardebó Vila                 | Christian Jourdan                |         |
| 1980                                                          | Marino Lejarreta Arrizabalaga   | Johan van der Velde                 | Vicent Belda i Vicedo            |         |
| 1981                                                          | Faustino Rupérez Rincón         | Serge Demierre                      | Marino Lejarreta Arrizabalaga    |         |
| 1982                                                          | Alberto Fernández Blanco        | Pedro Muñoz                         | Julián Gorospe Artabe            |         |
| 1983                                                          | Josep Recio Ariza               | Faustino Rupérez Rincón             | Julius Thalmann                  |         |
| 1984                                                          | Sean Kelly                      | Pedro Muñoz                         | Ángel Arroyo Lanchas             |         |
| 1985                                                          | Robert Millar                   | Sean Kelly                          | Julián Gorospe Artabe            |         |
| 1986                                                          | Sean Kelly                      | Álvaro Pino Couñago                 | Charly Mottet                    |         |
| 1987                                                          | Álvaro Pino Couñago             | Ángel Arroyo Lanchas                | Iñaki Gastón Crespo              |         |
| 1988                                                          | Miguel Indurain Larraya         | Laudelino Cubino González           | Marino Lejarreta Arrizabalaga    |         |
| 1989                                                          | Marino Lejarreta Arrizabalaga   | Pedro Delgado                       | Álvaro Pino Couñago              |         |
| 1990                                                          | Laudelino Cubino González       | Marino Lejarreta Arrizabalaga       | Pedro Delgado                    |         |
| 1991                                                          | Miguel Indurain Larraya         | Pedro Delgado                       | Alex Zülle                       |         |
| 1992                                                          | Miguel Indurain Larraya         | Tony Rominger                       | Antonio Martín Velasco           |         |
| 1993                                                          | Álvaro Mejía Castrillón         | Maurizio Fondriest                  | Antonio Martín Velasco           |         |
| 1994                                                          | Claudio Chiappucci              | Fernando Escartín Coti              | Pedro Delgado                    |         |
| 1995                                                          | Laurent Jalabert                | Melcior Mauri i Prat                | Jesús Montoya Alarcón            |         |
| 1996                                                          | Alex Zülle                      | Patrick Jonker                      | Marco Fincato                    |         |
| 1997                                                          | Fernando Escartín Coti          | Ángel Luis Casero Moreno            | Mikel Zarrabeitia Uranga         |         |
| 1998                                                          | Hernán Buenahora Gutiérrez      | Georg Totschnig                     | Fernando Escartín Coti           |         |
| 1999                                                          | Manuel Beltrán Martínez         | Roberto Heras Hernández             | José María Jiménez Sastre        |         |
| 2000                                                          | José María Jiménez Sastre       | Óscar Sevilla Rivera                | Leonardo Piepoli                 |         |
| 2001                                                          | Joseba Beloki Dorronsoro        | Igor González de Galdeano Aranzábal | Fernando Escartín Coti           |         |
| 2002                                                          | Roberto Heras Hernández         | Aitor Garmendia Arbilla             | Luis Pérez Rodríguez             |         |
| 2003                                                          | José Antonio Pecharromán Fabián | Roberto Heras Hernández             | Koldo Gil Pérez                  |         |
| 2004                                                          | Miguel Ángel Martín Perdiguero  | Vladímir Karpets                    | Roberto Laiseka Jaio             |         |
| 2005                                                          | Iaroslav Popòvitx               | Leonardo Piepoli                    | David Moncoutié                  |         |
| 2006                                                          | David Cañada Gracia             | Santiago Botero Echeverry           | Christophe Moreau                |         |
| 2007                                                          | Vladímir Karpets                | Michael Rogers                      | Denís Ménxov                     |         |
| 2008                                                          | Gustavo César Veloso            | Rigoberto Urán                      | Rémi Pauriol                     |         |
| 2009                                                          | Alejandro Valverde Belmonte     | Daniel Martin                       | Haimar Zubeldia Agirre           |         |
| 2010                                                          | Joaquim Rodríguez i Oliver      | Xavier Tondo i Volpini              | Rein Taaramäe                    |         |
| 2011                                                          | Michele Scarponi                | Daniel Martin                       | Christopher Horner               |         |
| 2012                                                          | Michael Albasini                | Samuel Sánchez González             | Jurgen Van den Broeck            |         |
| 2013                                                          | Daniel Martin                   | Joaquim Rodríguez i Oliver          | Michele Scarponi                 |         |
| 2014                                                          | Joaquim Rodríguez i Oliver      | Alberto Contador Velasco            | Tejay van Garderen               |         |
| 2015                                                          | Richie Porte                    | Alejandro Valverde Belmonte         | Domenico Pozzovivo               |         |
| 2016                                                          | Nairo Quintana Rojas            | Alberto Contador Velasco            | Daniel Martin                    |         |
| 2017                                                          | Alejandro Valverde Belmonte     | Alberto Contador Velasco            | Marc Soler i Giménez             |         |
| 2018                                                          | Alejandro Valverde Belmonte     | Nairo Quintana Rojas                | Pierre Latour                    |         |
| 2019                                                          | Miguel Ángel López Moreno       | Adam Yates                          | Egan Bernal Gómez                |         |
| 2020                                                          | suspesa                         | suspesa                             | suspesa                          | suspesa |
| 2021                                                          | Adam Yates                      | Richie Porte                        | Geraint Thomas                   |         |
| 2022                                                          | Sergio Higuita García           | Richard Carapaz Montenegro          | João Almeida                     |         |
| 2023                                                          | Primož Roglič                   | Remco Evenepoel                     | João Almeida                     |         |
| 2024                                                          | Tadej Pogačar                   | Mikel Landa Meana                   | Egan Bernal Gómez                |         |
| 2025                                                          | Primož Roglič                   | Juan Ayuso Pesquera                 | Enric Mas Nicolau                |         |